# 山田俊司
基頓山田（日语：キートン 山田（キートン やまだ）、1945年10月25日—），本名及舊藝名為山田俊司（日语：山田 俊司（やまだ しゅんじ）），日本資深男性配音员，出生於北海道三笠市。2014年，獲得第8屆聲優Award功勞獎。
2020年12月5日，宣布將退出聲優行業，在《櫻桃小丸子》2021年3月28日播出集數以後不再擔任該作品的旁白，4月4日以後的旁白由木村匡也接替。

## 出演作品

### TV动画
- 《風中少女 金髮珍妮》——山迪
- 《魔神Z》——山师‧平助（第30话）、脱走犯（第64话）
- 《哆啦A梦》（1973年NTV版）——详细角色不明
- 《櫻桃小丸子》——旁白
- 《金剛大魔神》——飞田博士、怪鸟将军バーダラー、大昆虫将军スカラベス、ミケーネス
- 《巨靈神》——コマンダージグラ、コマンダーギラン、コマンダーガレラ、コマンダーサドン、コマンダーシュラ、少年コマンド队ビーチャ
- 《盖塔机器人》——神隼人、卡雷利长官
- 《盖塔机器人G》——神隼人
- 《钢铁吉克》——チビ、アマソ、ミマシ（第29及32话）
- 《大空魔龙》——左近健、北之王奇拉将军（第5话以后）
- 《超力電磁俠》——浪花十三、旁白
- 《城市獵人2》——画廊老板〈罷灬〉（第6话）
- 《银河铁道999》——C62-50机関车、银河鉄道管理局局员众
- 《咯咯咯的鬼太郎》（1970年版第2作）——降雨天狗、一反木绵
- 《聪明的一休》——足利義滿、吾作
- 《花仙子露露》——露露的外公
- 《少年德川家康》——今川義元、納屋蕉庵
- 《凡爾賽玫瑰》——亞蘭‧德‧索瓦松
- 《传说巨神伊迪安》——ヌージャン
- 《无敌机器人托莱塔G7》——ズール（第7话）、新六先生、校长
- 《机动战士Z高达》——加麦坎‧达宁安
- 《聖戰士DUNBINE》——フラオン‧エルフ
- 《圣斗士星矢》——隆奈狄斯‧格沙（南冰洋之海将军）
- 《太阳の牙ダグラム》——マルック‧アンドル
- 《魔神英雄传2》——尾罗ノムガナ
- 《新释‧战国英雄传说‧真田十勇士The Animation》——石田治部少辅三成（第1~4话）
- 《小公子西迪》——張伯倫・衛斯特萊克
- 《森林王子 少年毛克利》——卡亞

### OVA
- 《银河英雄传说》——阿历克斯‧卡介伦
- 《超时空要塞MacrossⅡ-LOVERS AGAIN-》——ディレクター

### 剧场版动画
- 《大魔神对盖塔机器人》——神隼人
- 《大魔神对盖塔机器人G：空中大激突！》——神隼人
- 《UFO机器人古连泰沙对大魔神》——所员林
- 《古连泰沙、盖塔机器人G、大魔神：决战！大海兽》——神隼人
- 《机动战士高达Ⅲ~相逢在宇宙篇》——バンマス曹长
- 《哆啦A梦之野比大雄的魔界大冒险》——恶魔干部B
- 《机动战士Ζ高达Ⅰ~星之继承者》——加麦坎‧达宁安
- 《机动战士Ζ高达Ⅱ~恋人们》——加麦坎‧达宁安
- 《三國志 (動畫電影)》——荀彧
- 《烏龍派出所 劇場版2UFO大逆襲！龍捲風大作戰！！》——Lucky田中

### 游戏
《超级机器人大战》系列——神隼人、左近健、北之王奇拉将军、卡雷利长官、浪花十三、加麦坎‧达宁安、亲卫队长ジグラ、怪鸟将军バーダラー、アマソ、メサ长官